# 텐숭 남걀
텐숭 남걀(Tensung Namgyal, 1644년 ~ 1700년)은 시킴 왕국의 제2대 군주(재위: 1670년 ~ 1700년)이다. 푼초그 남걀의 아들이자 차크도르 남걀의 아버지이다.
| 전임 푼초그 남걀 | 제2대 시킴 왕국의 군주 1670년 ~ 1700년 | 후임 차크도르 남걀 |